# تل نظر ۰۴۴
تل نظر ۰۴۴ مربوط به دوره اشکانیان است و در شهرستان شوشتر، روستای مهدی‌آباد واقع شده و این اثر در تاریخ ۵ آذر ۱۳۸۰ با شمارهٔ ثبت ۴۲۸۸ به‌عنوان یکی از آثار ملی ایران به ثبت رسیده است.